# Osmofobia
Osmofobia ou olfactofobia é o medo, aversão ou hipersensibilidade aos odores. A fobia geralmente ocorre em pessoas que sofrem de enxaquecas crónicas desencadeadas por odores.